# Sukhoi Su-30
Il Sukhoi Su-30 (in cirillico: Сухой Су-30; nome in codice NATO: Flanker-C) è una famiglia di caccia multiruolo ognitempo super-manovrabile, di fabbricazione sovietica prima e russa poi, appartenenti alla quarta generazione o generazione 4+ sviluppata dalla Sukhoi Corporation a partire dal Su-27UB al fine di potenziare le forze aeree russe ed entrata in servizio a partire dal 1996.
Progettati per condurre un ampio ventaglio di missioni, dall'interdizione profonda in territorio ostile (Su-30SM) all'attacco al suolo (Su-30SM2), dal pattugliamento alla scorta armata, l'inedita configurazione biposto permette al velivolo di operare anche come posto comando per gregari e altri velivoli amici.
Il Su-30 ha riscosso un notevole successo commerciale, ottenuto in particolare tra le forze aeree del continente asiatico (Cina, India, Malesia, Vietnam) e africano (Algeria), molte delle quali hanno richiesto configurazioni ad-hoc del velivolo (es. MKI ed MKK).
Ha ricevuto il battesimo del fuoco nel corso della guerra civile siriana.
Costantemente aggiornato nell'arco della propria vita operativa, al 2022 è in fase di consegna presso le forze armate russe la versione SM2 (nome in codice NATO: Flanker-H), priva di componenti di fabbricazione estera e dotata degli stessi propulsori e dello stesso radar AESA impiegati sul Su-35, nel tentativo di standardizzare le due piattaforme abbassandone i costi di manutenzione e servizio.

## Storia

### Commercializzazione
La Cina ha ordinato in tutto 114 Su-30mkk da consegnare in 3 lotti: il primo da 38 Su-30, ordinato nell'agosto 1999 per 2 miliardi di dollari e consegnato completamente a partire dai primi 10 arrivati nel dicembre 2000 (oppure il giugno 1999, contratto per 72 Su-30mkk a 35 milioni di dollari l'uno?); il secondo, ordinato nel 2001 per altri 38 Su-30 da consegnare tra il 2002 ed il 2003; il terzo di altri 38 Su-30 con nuovo radar Phazotron N II R per usare i missili Kh-31a (questi 38 verranno consegnati probabilmente alla PLAN, Marina di Liberazione Popolare). Discussioni in corso per la cessione della licenza per la produzione di 250 Su-30 da costruire in Cina.
Tra il 1998 e il 1999 è stato firmato dall'India l'acquisto dalla Russia di 40 Su-30mki per un totale di 1,5-1,8 miliardi di dollari (finora 8 consegnati…). Discussioni su contratti di produzione in India su licenza di 100 Su-30mki a partire dal 2001.
Il 15 giugno 2006 Il presidente Hugo Chávez ha reso noto il contratto per l'acquisto di 24 caccia Su-30mk2. I primi 2 velivoli sono stati consegnati nel 2006, 8 nel 2007 e i rimanenti 14 nel 2008. Sono in corso trattative per l'acquisto di altri esemplari.
L'Angola, che ha già in dotazione i vecchi Sukhoi 27, ha ordinato nell'ottobre 2013 18 Sukhoi 30 per un importo di circa un miliardo di dollari.
Anche il Bangladesh avrebbe ordinato nell'aprile 2017 otto caccia multiruolo Sukhoi Su-30SME con un’opzione per ulteriori quattro velivoli.

## Caratteristiche
Velivolo derivato dal Su-27 con doppia deriva verticale e configurazione biposto. Alcune versioni presentano alette canard sulla parte anteriore dell'abitacolo (p.es. la versione MKM e SM), per migliorare in stabilità l'assetto del velivolo in quei casi in cui l'avionica installata nel naso dell'aereo sposti troppo il baricentro in avanti. Rileva tutte le missioni del Su-27 e può essere impiegato per missioni di bombardamento ed anche come posto comando o per illuminare bersagli per i gregari. 

## Versioni
- Su-30: versione originale, derivata dal Su-27UB
- Su-30 K: versione da esportazione del Su-30, impiegata dall'India negli anni novanta
- Su-30 KN: versione aggiornata del Su-30K, offerta come aggiornamento per i Su-27UB, Su-30 e Su-30K
- Su-30 KI: versione monoposto, offerta come aggiornamento per il Su-27S
- Su-30K2: versione biposto sperimentale con equipaggio affiancato, mai entrata in produzione
- Su-30 MK: versione aggiornata, destinata all'esportazione
- Su-30 MK2: versione aggiornata del Su-30 MK
- Su-30 MK2V: versione integrata da specifiche componenti richieste dal Vietnam
- Su-30 MK2V: versione integrata da specifiche componenti richieste dal Venezuela
- Su-30 MKI: versione MK con specifiche componenti richieste dall'India
- Su-30 MKI (A): versione MK con specifiche componenti richieste dall'Algeria
- Su-30 MKM: versione integrata da specifiche componenti richieste dalla Malesia
- Su-30 MKK: versione integrata da specifiche componenti richieste dalla Cina
- Su-30 M2: versione del Su-30 MKK costruita dalla KnAAPO e dedicata al mercato russo
- Su-30 MK3: versione equipaggiata di radar Phazotron Zhuk-MSF
- Su-30 SM: versione aggiornata del Su-30
- Su-30 SME: versione da esportazione del Su-30SM
- Su-30 SM2: versione aggiornata del Su-30SM equipaggiata di sole componenti russe. Entrata in servizio nel gennaio 2022.

## Utilizzatori
Algeria
- Al-Quwwat al-Jawwiyya al-Jaza'iriyya
  - 121e Escadron de Defense Aerienne (Aïn Beida)
  - 122e Escadron de Defense Aerienne (Ouargla)
  - 123e Escadron de Defense Aerienne (Tamanrasset)
  - 124e Escadron de Defense Aerienne (Raggan)

58 Su-30MKA consegnati, 57 in servizio in quanto un esemplare è andato perso a gennaio 2020. 28 aerei ordinati nel 2006 e consegnati tra il 2007 ed il 2009, 16 nel 2009 e consegnati tra il 2011 e il 2012, mentre gli ultimi 14 aerei ordinati nel 2015, sono stati consegnati tra il 2016 e la prima metà del 2018. L'acquisto di 16 nuovi Su-30MKA è stato comunicato a settembre 2019.
 Angola
- Força Aérea Popular de Angola/Defesa Aérea e Antiaérea
  - 13° Esquadrón de Combate (Lubango/Mukanka)

12 Su-30K ordinati dai surplus dell'India aggiornati allo standard Su-30KN, e tutti consegnati al maggio 2019.Consegne completate a maggio 2019.
 Armenia
- Hayastani R'azmao'dayin Owjher
  - Կործանիչ ավիացիոն էսկադրիլիա (Kortsanich’ Aviats’ion Eskadrilia) (Gyumri/Shirak)

Il 30 gennaio 2019, il Ministero della Difesa di Erevan ha confermato la firma di un accordo per l’acquisto dei Su-30SM. Non sono stati resi noti né l'importo dell'accordo, né il numero degli esemplari ordinati (secondo fonti russe, quattro aerei). A marzo 2019 è stato confermato il numero degli esemplari ordinati che è di 4 esemplari, e l'intenzione di ordinarne ulteriori. I 4 esemplari sono stati consegnati a fine dicembre 2019.
 Bielorussia
- Aeronautica Militare e Difesa Antiaerea Bielorussa
  - 61-я истребительная авиабаза (61-ya istrebitel'naya aviabaza) (Baranovichi)

12 Su-30SM Flanker-H ordinati a novembre 2017, consegne previste (per i primi 4 esemplari) per novembre 2019. I primi 2 esemplari sono stati consegnati il 13 novembre 2019. Ulteriori 2 esemplari sono stati consegnati il 20 novembre 2019.
 Birmania
- Tatmadaw Lei

6 Su-30SME ordinati a gennaio 2018.
Primi due aerei consegnati a luglio 2022 ed immessi in servizio nel dicembre successivo. Le consegne del terzo e quarto esemplare sono avvenute il 15 dicembre 2023. L'ultima coppia di aerei è stata consegnata il 15 dicembre 2024.
 Cina
- Zhongguo Renmin Jiefangjun Kongjun
  - 6ª Brigata Aerea (空6旅 - Kōng 6 Lǚ) - Suixi
  - 54ª Brigata Aerea (空54旅 - Kōng 54 Lǚ) - Changsha
  - 85ª Brigata Aerea (空85旅 - Kōng 85Lǚ) - Quzhou
  - 172ª Brigata Aerea (空172旅 - Kōng 172 Lǚ) - Cangxian

73 Su-30MKK in servizio al settembre 2018.
 Etiopia
- Ye Ithopya Ayer Hayl

2 Su-30K consegnati il 16 gennaio 2024. Secondo fonti russe, si tratterebbe di sei dei diciotto Su-30K che l'India ha riconsegnato alla Russia nel 2007, dopo l'inizio della produzione su licenza del Su-30MKI.
 India
- Bhartiya Vāyu Senā
  - 2º Gruppo (Tezpur)
  - 8º Gruppo (Bareilly)
  - 15º Gruppo (Sirsa)
  - 20º Gruppo (Lohegaon)
  - 24º Gruppo (Bareilly)
  - 30º Gruppo (Lohegaon)
  - 31º Gruppo (Jodhpur)
  - 102º Gruppo (Chabua)
  - 106º Gruppo (Tezpur)
  - 220º Gruppo (Halwara)
  - 221º Gruppo (Halwara)
  - 222º Gruppo (Thanjavur)

272 esemplari ordinati e tutti consegnati al giugno 2020. 8 aerei persi dal 2009 al giugno 2018. 40 aerei saranno modificati per consentire il trasporto del missile da crociera BrahMos. Il contratto per l'acquisto di ulteriori 12 aerei (da costruirsi su licenza ed autorizzato dal MoD indiano il 2 luglio 2020) è stato ufficialmente firmato il 12 dicembre 2024. Questi dodici nuovi aerei andranno a rimpiazzare i dieci esemplari persi dall'entrata in servizio.
 Indonesia
- Tentara Nasional Indonesia Angkatan Udara
  - Skadron Udara 11 (Hasanuddin)

2 Su-30MK Flanker-G più un pacchetto di missili R-27/AA-10 Alamo consegnati nel 2003, 3 Su-30MK2 consegnati nel 2008-2010 e 6 Su-30MK2 ordinati nel 2012 e consegnati nel 2013.
 Kazakistan
- Sil Vozdushnoy Oborony Respubliki Kazakhstan
  - 604ª Base Aerea (Aktobe)

4 Su-30SM ordinati nel 2014 (consegna avvenuta nell’aprile del 2015), 8 Su-30SM ordinati nel 2015 (dei quali i primi 2 consegnati nel dicembre 2016 ed una seconda coppia esattamente un anno dopo e 4 a dicembre 2018). Ulteriori 8 Su-30SM sono stati ordinati a maggio 2018, durante l’ultima edizione del salone KADEX, e sono stati consegnati entro il 2020. Gli ultimi 4 esemplari sono stati consegnati entro la fine del 2022. Ulteriori Su-30SM risultano consegnati al 19 agosto 2024.
 Malaysia
- Tentera Udara Diraja Malaysia
  - 11 Skuadron (Gong Kedak)

18 Su-30MKM consegnati tra l'agosto 2007 e l'agosto 2009.
 Russia
- Voenno-vozdušnye sily
  - 3º Reggimento Caccia di Aviazione della Guardia (Krymsk)
  - 22º Reggimento Caccia di Aviazione (Tsentralnaya Uglovaya)
  - 23º Reggimento Caccia di Aviazione (Dzemgi)
  - 31º Reggimento Caccia di Aviazione della Guardia (Millerovo)
  - 38º Reggimento Caccia di Aviazione (Bel'bek')
  - 120º Reggimento Misto di Aviazione della Guardia (Domna)
  - 968º Reggimento Istruzione e Ricerca di AViazione (Lipetsk)

116 esemplari consegnati a tutto il 2018. Tutti i Su-30SM, benché siano entrati in servizio recentemente tra le file dell’Aeronautica Militare Russa, saranno aggiornati allo standard Su-30SM2, dopo che il loro impiego in Siria ha dettato (come per numerosi altri velivoli russi intervenuti in questo specifico teatro) una serie di miglioramenti da apportare con questa specifica versione.
- Aviacija voenno-morskogo flota
  - 43º Reggimento Indipendente d'Assalto dell'Aviazione Navale (Saki - 1 abbattuto da droni ucraini nel Mar Nero[77])
  - 72ª Base Aerea dell'Aviazione Navale (Chkalovsk)
  - 859º Centro Applicazioni Belliche e Addestramento Equipaggi dell'Aviazione Navale (Yeysk)

28 Su-30SM ordinati e consegnati a maggio 2018  4 Su-30SM2 consegnati nel gennaio 2022.
 Uganda
- Ugandan Air Force
  - Gruppo Su-30 (Entebbe)

6 Su-30MK2 consegnati in tre lotti di due velivoli ciascuno nel luglio 2011, nell’ottobre 2011 e nel maggio 2012. Il 4 marzo 2022, Uganda e India hanno firmato un Memorandum of Understanding (MoU) per la manutenzione e il supporto tecnico dei 5 Sukhoi Su-30MK2 superstiti da parte dell'azienda indiana HAL.
 Venezuela
- Aviación Militar Nacional Bolivariana
  - Escuadrón 33 (El Sombrero)
  - Escuadrón 34 (El Sombreeo)
  - Escuadrón 131 (Barcelona)
  - Escuadrón 132 (Barcelona)
  - Escuadrón 133 (Barcelona)

24 Su-30MKV ordinati, 22 in servizio all'ottobre 2019, in quanto un esemplare è precipitato il 17 settembre 2015 ed uno il 16 ottobre 2019.
 Vietnam
- Không Quân Nhân Dân Việt Nam
  - 923º Reggimento Cacciabombardieri (Thộ Xuân)
  - 935º Reggimento Cacciabombardieri (Biên Hòa)
  - 927º Reggimento Cacciabombardieri (Kép)

24 Su-30MK consegnati in tre distinte tranche nel 2003 (4 velivoli), nel 2009 (8 velivoli) e nel 2010 (12 velivoli). Ulteriori 12 Su-30MK2 sono stati ordinati nel 2013 e consegnati tra il 2014 ed il 2016. Al dicembre 2017 dovrebbero essere 35 gli esemplari in servizio, in quanto un Su-30MK2 è andato perso a giugno 2014.